# Цумелека, Афанасия
Афанаси́я Цумеле́ка (греч. Αθανασία Τσουμελέκα; 2 января 1982, Превеза) — греческая легкоатлетка, олимпийская чемпионка 2004 года в ходьбе на 20 километров.

## Карьера
В 2002 году Афанасия приняла участие в чемпионате Европы. Она стала 9-й на дистанции 20 километров, показав лучший личный результат в сезоне. Через год на молодёжном чемпионате континента Цумелека выиграла золотую медаль, а на чемпионате мира заняла 7-е место.
На Олимпийских играх в Афинах Афанасия завоевала золото, обойдя серебряного призёра россиянку Олимпиаду Иванову на 5 секунд. По многочисленным мнениям, гречанка на финишной прямой нарушала правила. До этого ей были показаны две жёлтые карточки и на заключительной стадии дистанции судья показал Цумелеке третью. Однако после этого дисквалификация не последовала, по словам Олимпиады Ивановой судьи не позволяли ей догнать лидера и хозяйку соревнований.

Сначала они показывали мне жёлтые карточки, а затем просто предупреждали, что не стоит догонять греческую спортсменку.
— Олимпиада Иванова
Россиянка решила, что Афанасию сняли с дистанции и оставила попытку обогнать её. Однако Цумелека финишировала и получила золотую медаль. Федерация лёгкой атлетики России решила не подавать протест.
На чемпионате мира в 2005 году Афанасия была дисквалифицирована. На Олимпиаде в Пекине она стала 9-й. Но по результатам допинг-теста, который Цумелека прошла 6 августа, в её моче был найден эритропоэтин и легкоатлетку временно отстранили от соревнований. 17 января 2009 года спортсменка объявила о завершении карьеры, 29 апреля стало известно, что её допинг-проба Б также дала положительный результат и 18 ноября МОК дисквалифицировал Афанасию.